# 紀元前242年
紀元前242年（きげんぜん242ねん）は、ローマ暦の年である。
当時は、「ガイウス・ラウタティウス・カトゥルスとアウルス・ポストゥミウス・アルビヌスが共和政ローマ執政官に就任した年」として知られていた（もしくは、それほど使われてはいないが、ローマ建国紀元512年）。紀年法として西暦（キリスト紀元）がヨーロッパで広く普及した中世時代初期以降、この年は紀元前242年と表記されるのが一般的となった。

## 他の紀年法
- 干支 : 己未
- 日本
  - 皇紀419年
  - 孝霊天皇49年
- 中国
  - 秦 - 始皇5年
  - 楚 - 考烈王21年
  - 斉 - 斉王建23年
  - 燕 - 燕王喜13年
  - 趙 - 悼襄王3年
  - 魏 - 景湣王元年
  - 韓 - 桓恵王31年
- 朝鮮 :
- ベトナム :
- 仏滅紀元 : 305年
- ユダヤ暦 :

## できごと

### ローマ
- ローマのコンスルであり司令官のガイウス・ルタティウス・カトゥルスが200隻以上の艦隊でリルバイウムとドレパナムを包囲した。

### エジプト
- マケドニアによってエジプト艦隊が撃破され、プトレマイオス朝の制海権が失われたが、シリアとエーゲ海での領土は失われなかった。

### 中国
- 秦の蒙驁が魏を攻撃し、酸棗・燕・虚・長平・雍丘・山陽など20城を奪った。初めて東郡が置かれた。
- 劇辛が燕王喜の命令で趙に攻め入ったが、趙将の龐煖に敗れて殺された。